# 米尼奥 (拉科鲁尼亚省)
米尼奥（西班牙語：Miño），是西班牙加利西亚自治区拉科鲁尼亚省的一个市镇。总面积33km², 总人口5905人（2017年），人口密度179人/km²。

## 图集

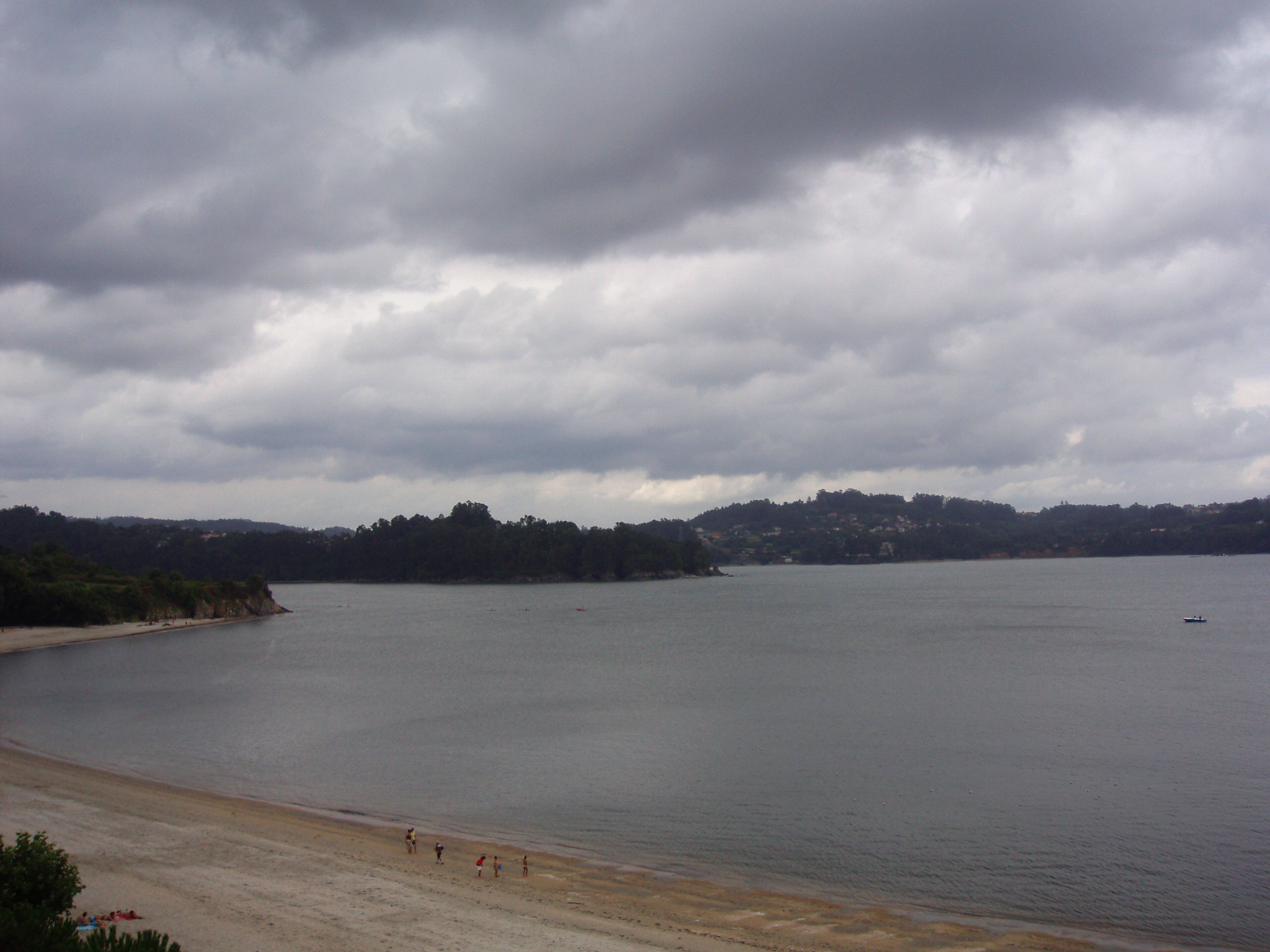
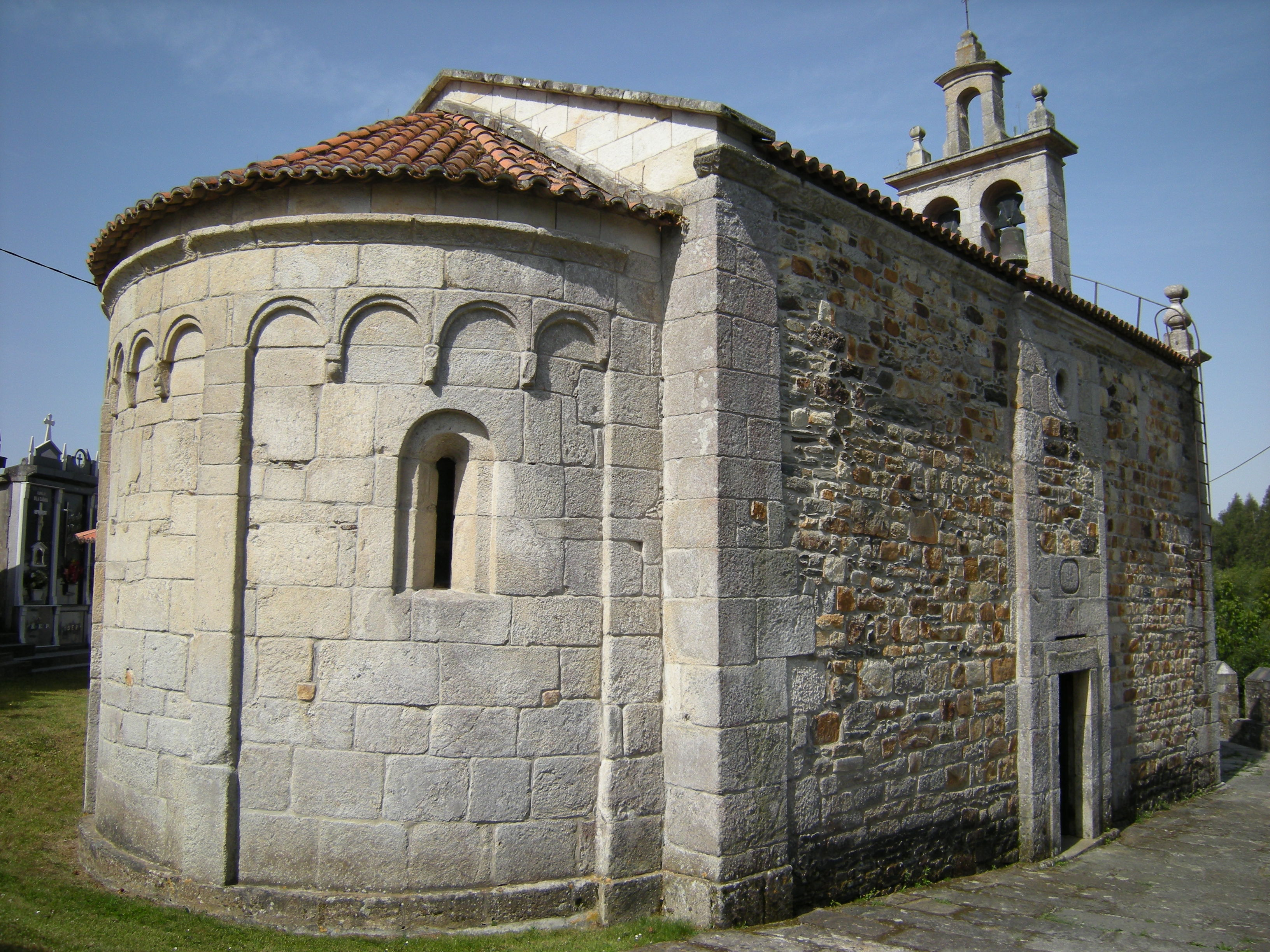

## 人口
| 米尼奥 (拉科鲁尼亚省)  |
|                        |
| 来源：西班牙国家统计局 |